# Curva de Lissajous

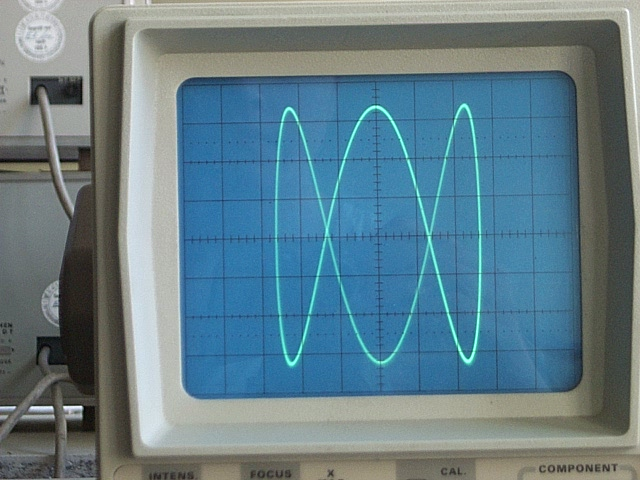
Curva de Lissajous en un osciloscopio.

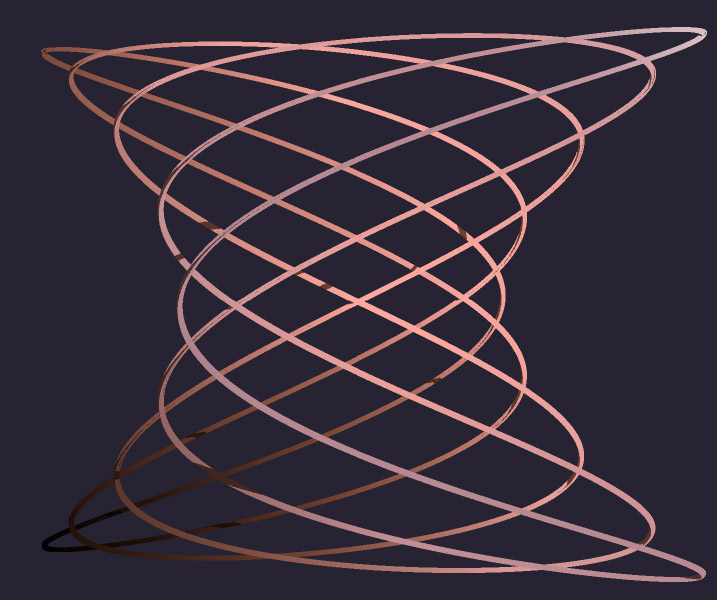
Curva de Lissajous en tres dimensiones.

En matemáticas, la curva de Lissajous, también conocida como figura de Lissajous o curva de Bowditch, es la gráfica del sistema de ecuaciones paramétricas correspondiente a la superposición de dos movimientos armónicos simples en direcciones perpendiculares:

{\displaystyle x=A\operatorname {sen}(\omega _{x}t+\alpha ),\quad y=B\operatorname {sen}(\omega _{y}t+\beta ),\quad \delta =\alpha -\beta }

Esta familia de curvas fue investigada por Nathaniel Bowditch en 1815 y después, con mayores detalles, por Jules Antoine Lissajous.
En mecánica clásica, la trayectoria de un movimiento armónico complejo bidimensional es una curva de Lissajous.

## Propiedades
La apariencia de la figura es muy sensible a la relación {\displaystyle \omega _{x}/\omega _{y}\,}, esto es, la relación entre las frecuencias de los movimientos en x e y. Para un valor de 1, la figura es una elipse, con los casos especiales del círculo (A = B, δ = π/2 radianes) y de las rectas (δ = 0) incluidos. Otra de las figuras simples de Lissajous es la parábola ({\displaystyle \omega _{x}/\omega _{y}\,} = 2, δ = π/2). Otros valores de esta relación producen curvas más complicadas, que solo son cerradas si {\displaystyle \omega _{x}/\omega _{y}\,} es un número racional, esto es, si {\displaystyle \omega _{x}\,} y {\displaystyle \omega _{y}\,} son conmensurables. En el caso de que el cociente de frecuencia no sea un número racional, la curva además de no ser cerrada, es un conjunto denso sobre un rectángulo, lo cual significa que la curva pasa arbitrariamente cerca de cualquier punto de dicho rectángulo.
En el caso de que el cociente sí sea un número racional, entonces existirán dos números
naturales, nx y ny, tales que

{\displaystyle {\frac {\omega _{x}}{\omega _{y}}}={\frac {n_{x}}{n_{y}}}={\frac {T_{y}}{T_{x}}}}

y, obviamente, el periodo del movimiento resultante es el valor de T

{\displaystyle T=n_{x}T_{x}=n_{y}T_{y}\,}

obtenido utilizando los valores más pequeños que satisfagan la relación (fracción irreducible).
La apariencia de estas curvas a menudo sugiere un nudo de tres dimensiones u otros tipos de nudos, incluyendo los conocidos como nudos de Lissajous, proyección en el plano de las figuras de Lissajous.

## Uso en logotipos
Las figuras de Lissajous son usadas como logotipos. Ejemplos de estos logotipos son el de Australian Broadcasting Corporation (a = 1, b = 3, δ = π/2) y el del Lincoln Laboratory at MIT (a = 8, b = 6, δ = 0). Las curvas de Lissajous pueden ser trazadas mecánicamente por medio de un armonógrafo.

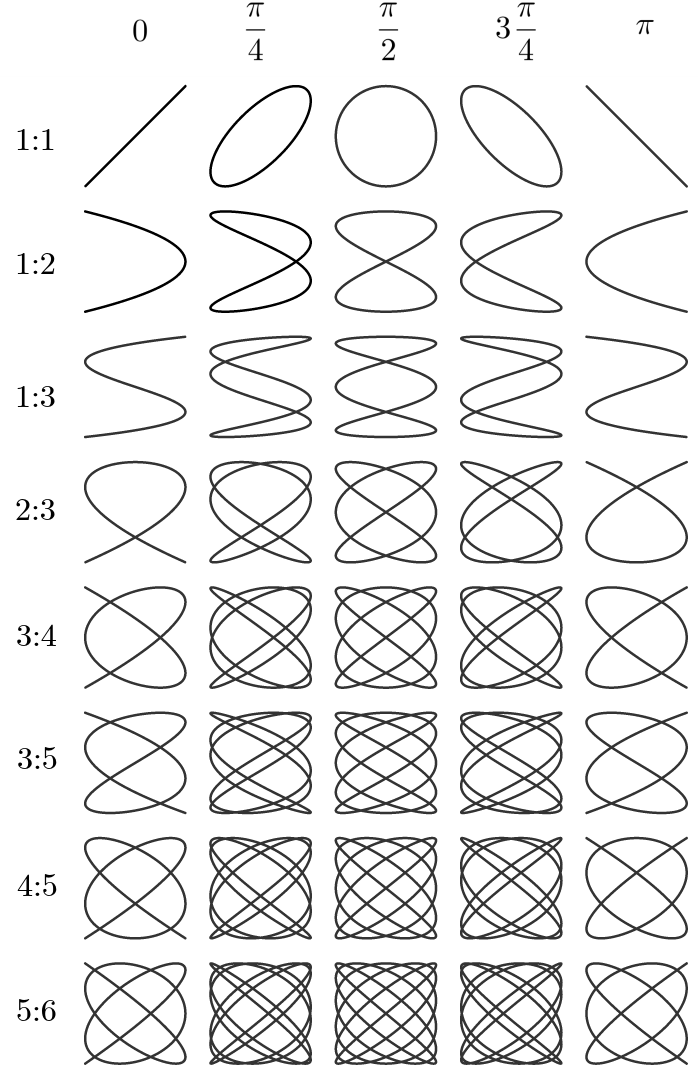
Figuras de Lissajous: diversas razones de frecuencia con distintas diferencias de fase.

- {\displaystyle a=1,\;b=2}
- {\displaystyle a=3,\;b=2}
- {\displaystyle a=3,\;b=4}
- {\displaystyle a=5,\;b=4}
- {\displaystyle a=5,\;b=6}
- {\displaystyle a=9,\;b=8}

## Espirógrafo
Es bastante parecido en aspecto a las curvas de Lissajous, pero con pequeñas diferencias en cuanto a las matemáticas subyacentes.